# George McManus

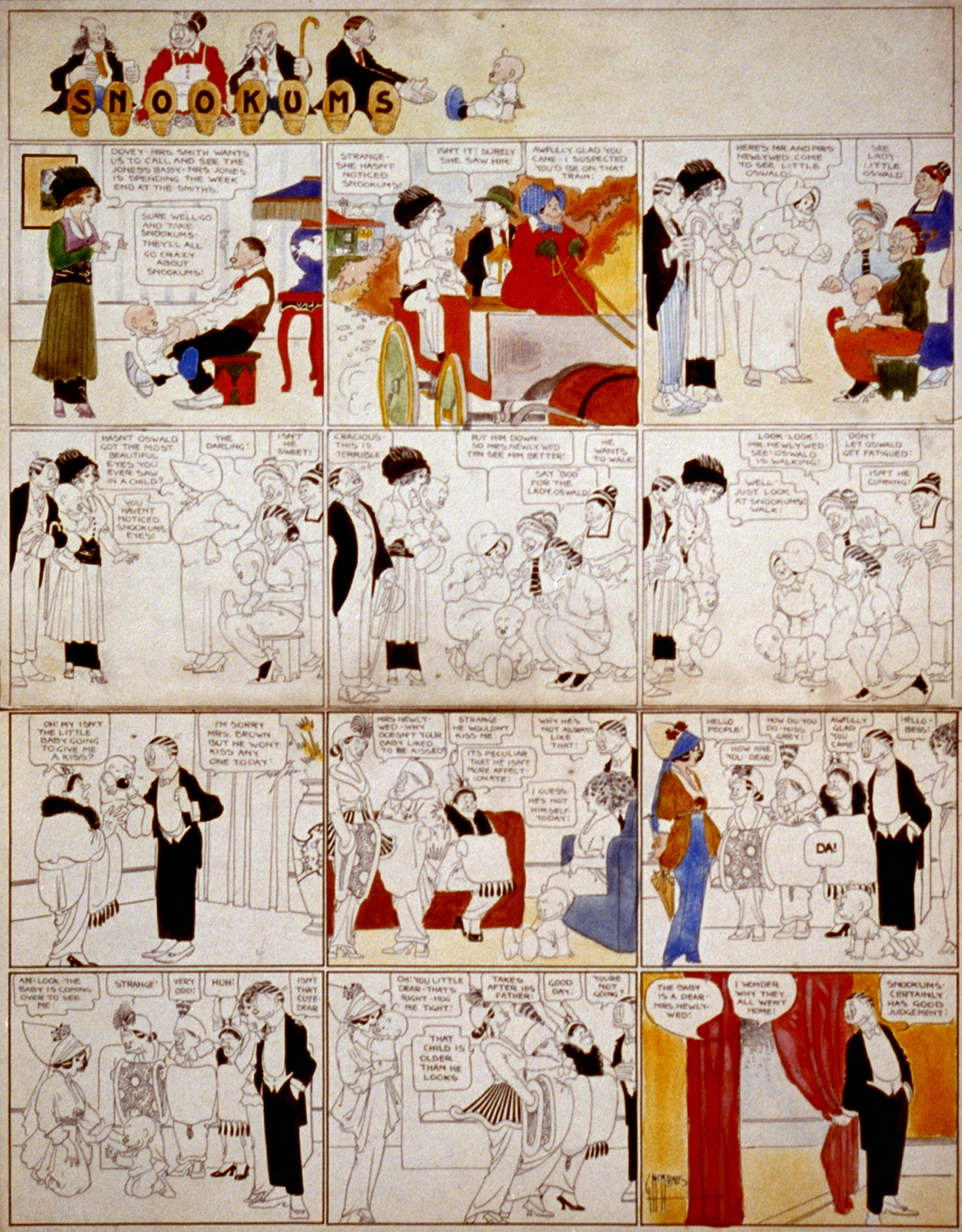
"The Newlyweds”, eller ”Their Only Child” som den senare kom att kallas

George McManus, född 1884, död 1954, var en amerikansk serieskapare och upphovsman till Gyllenbom. 

## Biografi
George McManus föddes av irländska föräldrar i Saint Louis, Missouri, 1884. Han hoppade av skolan vid femton års ålder och började arbeta på tidningen Saint Louis Republic. Tidningen publicerade hans första serie "Alma och Oliver". 1904 flyttade han till New York och fick en anställning på New York World. Där tecknade han flera berättelser; "Snoozer", "The Merry Marcelene", "Panhandle Pete", "Ready Money Ladies”, ”Let George Do It", "'Cheerful Charlie " och "Nibsby the Newsboy in Funny Fairyland" (Serien hade en del likheter med "Little Nemo in Slumberland" av Winsor McCay).
År 1904 skapade McManus "The Newlyweds", om ett elegant ungt par och deras barn, Snookums. Detta var den första amerikanska familjeserien och den blev mycket populär. 1912 lyckades den konkurrerande tidningen The New York få McManus att arbeta för dem.
Han fortsatte teckna "The Newlyweds”, nu under namnet ”Their Only Child”, och startade flera andra dagliga serier som "Rosie's Beau", ”Love Affairs of a Mutton Head”, ”Spareribs and Gravy” och den serie som blev hans största framgång;”Gyllenbom” ("Bringing Up Father ") . 
Roanoke College i Salem, Virginia, utnämnde McManus till hedersdoktor för hans bidrag till amerikansk humor.
Under 1940-talet, bodde McManus i Hollywood. Han dog 1954 i Santa Monica, Kalifornien och begravdes i Woodlawn Cemetery i Bronx, New York.

## Stil
McManus teckningsstil kännetecknas av en tunn, elegant linje. Teckningarna saknar skrafferingar och skuggor. Denna stil påverkade bl.a. Hergé, som i sin tur gav upphov till den s.k. ”Klara linjen”.
Bilderna är iögonfallande med sina karaktäristiska och stilrena miljöteckningar. Sture Hegerfors vill i sin bok ”Pratbubblan” påpeka hur konstepokerna jugend och rokoko påverkat McManus. Horst Schröder vill å sin sida, i boken ”De första serierna”, mena att McManus är inspirerad av art deco.